# Metopoceras gloriosa
Metopoceras gloriosa är en fjärilsart som beskrevs av Charles E. Rungs 1945. Metopoceras gloriosa ingår i släktet Metopoceras och familjen nattflyn. Inga underarter finns listade i Catalogue of Life.